# Dalvir Singh
Dalvir Singh − indyjski bokser kategorii koguciej, medalista igrzysk Azji Południowej (2001).

## Kariera amatorska
W 1999 był uczestnikiem jednego z najbardziej prestiżowych kubańskich turniejów - Giraldo Cordova Cardin. Singh przegrał już w swojej pierwszej walce, ulegając Kubańczykowi Osvaldo Liranzie. Indus przegrał pojedynek na punkty (0:12), nie zadając żadnego celnego ciosu. We wrześniu tego samego roku zdobył brązowy medal na igrzyskach Azji Południowej w Kathmandu. Singh przegrał swój półfinałowy pojedynek w kategorii muszej i wraz z Indrą Magarem stanął na trzecim miejscu podium. Rok 2000 rozpoczął od lipcowego udziału w turnieju Giraldo Cordova Cardin na Kubie. Singh przegrał swoją pierwszą walkę z Filipińczykiem Arlanem Lerio, ulegając mu na punkty (4:14). W październiku 2000 doszedł do półfinału turnieju o Puchar Brandenburgu w kategorii muszej. W półfinale pokonał go na punkty Polak Andrzej Nowosada. Singh przegrał ten pojedynek sześcioma punktami (1:7). W listopadzie 2000 był uczestnikiem mistrzostw świata juniorów. Przegrał tam swój pierwszy pojedynek z Andrzejem Nowosadą, ulegając mu na punkty (4:17).
W lutym 2002 został brązowym medalistą mistrzostw Indii w kategorii koguciej. W półfinale przegrał na punkty (10:19) z Diwakarem Prasadem. W lipcu tego samego roku był uczestnikiem igrzysk Wspólnoty Narodów w Manchesterze. Rywalizujący w kategorii muszej, Singh przegrał swój pierwszy pojedynek w 1/16 finału z reprezentantem Lesotho Emanuelem Nketu, ulegając mu na punkty (14:23). W 2003 trzeci raz uczestniczył w kubańskim turnieju Giraldo Cordova Cardin rozgrywanego na Kubie. W pojedynku o ćwierćfinał pokonał minimalnie, jednym punktem Dominikańczyka Pedro Garcię. W ćwierćfinale rywalizujący w kategorii koguciej, Singh zmierzył się z Guillermo Rigondeaux, z którym przegrał przed czasem w trzeciej rundzie z powodu zbyt dużej przewagi rywala.